# まんがシンチョー
『まんがシンチョー』は、1966年4月5日から同年8月30日までフジテレビ系列局で放送されていたフジテレビ製作のバラエティ番組である。放送時間は毎週火曜 19:30 - 20:00 （日本標準時）。

## 概要
1965年9月まで日曜13:00枠で放送されていた『サンデー志ん朝』のリバイバル版。出演者もほぼ同じメンバーで、さらに関敬六（当時38歳）と由美かおる（当時15歳）が加わった。
番組は、時事コント「ニュースの笑点」、風俗風刺コント「おしゃれコーナー」、名作のパロディコント「名作コーナー」の3つのコーナーで構成されていた。

## 出演者
- 古今亭志ん朝
- 谷幹一
- 関敬六
- 宮地晴子
- 熊倉一雄
- 由美かおる